# 다시로역
다시로역(일본어: 田代駅)은 일본 사가현 도스시에 있는 규슈 여객철도 가고시마 본선의 역이다. 역 뒤에 도스 화물 터미널 역을 병설하고 있다.

## 역 구조 및 승강장
상대식 승강장 2면 2선을 가지는 지상역. 1번 승강장으로 상행 열차, 2번 승강장으로 하행 열차가 발착한다. 역사는 상행 승강장으로 접하는 형태로 설치되어, 두 개의 승강장 간은 1개의 과선교로 연결되어 있다. 이 역으로의 오버런이 많기 때문에 과선교는 오렌지와 파란색의 형광 도료로 장식되어 있다. 목조 역사는 2002년 1월에 해체되어 다음날 2월에 뾰족한 지붕을 가진 작은 역사가 완성했다.
규슈 교통기획이 역 업무를 행하는 업무 위탁역으로, 마르스가 없지만 POS 단말이 설치되어 있다. SUGOCA의 이용이 가능하나, 카드 발매는 행하지 않지만 현금만 취급을 행한다.
| 1 | ■ 가고시마 본선 | (상행) | 후쓰카이치 · 하카타 · 고쿠라 · 모지코 방면 |
| 2 | ■ 가고시마 본선 | (하행) | 도스 · 구루메 · 오무타 방면                |

## 이용 현황
| 1일 평균 승강객 수 | 1일 평균 승강객 수 | 1일 평균 승강객 수 |
| 연도               | 승차 인원          | 승강 인원          |
| ------------------ | ------------------ | ------------------ |
| 1998               | 322                | 656                |
| 1999               | 316                | 631                |
| 2000               | 301                | 603                |
| 2001               | 300                | 614                |
| 2002               | 277                | 571                |
| 2003               | 253                | 520                |
| 2004               | 260                | 535                |
| 2005               | 309                | 636                |
| 2006               | 314                | 648                |
| 2007               | 314                | 647                |
| 2008               | 305                | 633                |
| 2009               | 314                | 644                |

## 역 주변
- 규슈 환경 복지 의료 전문 학교
- 히사미쓰 제약 주식회사 · 규슈 본사 · 도스 공장
- 국도 제3호선

## 역사
- 1889년 12월 11일 : 규슈 철도(초대)가 개업.
  - 당초의 계획으로는 나가사키 본선은 이 역으로부터 분기 예정이었지만, 후에 도스 역으로 변경되었다. '도스 시 사'는 이 이유에 대해서 '자료가 없어 뚜렷하지 않다'라고 하면서도 도스의 실업가인 야사카 신파치의 유치 운동이 있었기 때문이라고 추측하고 있다.
- 1907년 7월 1일 : 규슈 철도(초대)가 국유화되어, 제국철도청이 소관.
- 1927년 2월 24일 : 주오 궤도(후의 아사쿠라 궤도 다시로 선) 가미타시로(다시로) - 가미오고리 간이 개업.
- 1933년경 : 아사쿠라 궤도 다시로 선이 운행 휴지.
- 1984년 2월 1일 : 무인화 (그 후, 역 담당자 재배치).
- 1987년 4월 1일 : 일본국유철도 분할 민영화에 의해 규슈 여객철도가 승계.
- 2009년 3월 1일 : IC카드 SUGOCA의 사용을 개시.

## 인접 역
| 가고시마 본선            | 가고시마 본선 | 가고시마 본선      |
| ------------------------ | ------------- | ------------------ |
| 야요이가오카 모지코 방면 | ■ 보통        | 도스 가고시마 방면 |